# Рафаель Амадор Флорес
Рафаель Амадор Флорес (ісп. Rafael Amador, 15 лютого 1959, Тлакскала-де-Ксікотенкатль — 31 липня 2018, Пуебла) — мексиканський футболіст, що грав на позиції захисника, насамперед за клуб «УНАМ Пумас», а також національну збірну Мексики.

## Клубна кар'єра
У дорослому футболі дебютував 1979 року виступами за команду «УНАМ Пумас», у якій протягом восьми сезонів взяв участь у 205 матчах чемпіонату. Більшість часу, проведеного у складі «УНАМ Пумас», був основним гравцем захисту команди. 1981 року ставав у її складі чемпіоном Мексики, двічі, у 1980 і 1982 роках, допомагав команді ставати володарем Кубка чемпіонів КОНКАКАФ.
Завершував ігрову кар'єру у команді «Пуебла», за яку виступав протягом 1987—1988 років, і в складі якої здобув за результатами сезону Кубка Мексики.

## Виступи за збірну
1983 року дебютував в офіційних матчах у складі національної збірної Мексики. Протягом наступних чотирьох років провів у її формі 30 матчів.
У складі збірної був учасником домашнього для мексиканців чемпіонату світу 1986, де господарі припинили боротьбу на стадії чвертьфіналів. Починав як резервних гравець, однак вже у третій грі групового етапу змінив у стартовому складі збірної Маріо Альберто Трехо, провівши на полі останні для мексиканців три гри мундіалю.
Помер 31 липня 2018 року на 60-му році життя у Пуеблі.

## Титули і досягнення
- Чемпіон Мексики (1):

«УНАМ Пумас»: 1980/81
- Володар Кубка Мексики (1):

«Пуебла»: 1988
- Володар Кубка чемпіонів КОНКАКАФ (2):

«УНАМ Пумас»: 1980, 1982